# 北普拉托 (伊利諾伊州)
北普拉托（英語：North Plato）是位於美國伊利諾伊州凱恩縣的一個非建制地區。該地的面積和人口皆未知。

## 地理
北普拉托的座標為42°03′18″N 88°27′51″W / 42.05500°N 88.46417°W，而該地的平均海拔高度為294米（即965英尺）。